# 铜钱镇
铜钱镇，原为铜钱乡，是中华人民共和国甘肃省陇南市康县下辖的一个乡镇级行政单位。2018年3月撤乡设镇。区划代码改为621224114。

## 行政区划
铜钱镇下辖以下地区：
天池村、白杨坪村、王家河村、铜钱坝村、双河村、张鹏村、八仙位村、罗家坪村、郝家坪村、环路村、亮垭村、茶味沟村和麻园村。